# Thể tích riêng
Thể tích riêng ({\displaystyle v}) là thể tích trên một đơn vị khối lượng của vật liệu. Đây là nghịch đảo của khối lượng riêng ({\displaystyle {\rho }}). Đơn vị của thể tích riêng là {\displaystyle {\frac {m^{3}}{kg}}}, {\displaystyle {\frac {ft^{3}}{lbm}}} hay {\displaystyle {\frac {mL}{g}}}.
{\displaystyle v={\frac {V}{m}}={\frac {1}{\rho }}}
trong đó, {\displaystyle V} là thể tích, {\displaystyle m} là khối lượng và {\displaystyle \rho } là khối lượng riêng của vật liệu.
Đối với khí lý tưởng, 
{\displaystyle v={\frac {RT}{PM}}}
trong đó, {\displaystyle R} và hằng số khí, {\displaystyle M} là khối lượng mol, {\displaystyle T} là nhiệt độ {\displaystyle P} là áp suất khí.
Thể tích riêng có thể coi là thể tích mol.